# Losing My Edge
Singles de LCD Soundsystem
Give It Up
(2003)
Pistes de LCD Soundsystem (en)
Great Release (disc 1) Beat Connection
Losing My Edge est le premier single du groupe new-yorkais LCD Soundsystem sorti le 8 juillet 2002 et figurant sur leur premier album éponyme LCD Soundsystem (en) sorti quant à lui en janvier 2005.
James Murphy, le chanteur et leader du groupe, a déclaré que lorsqu'il a enregistré ce morceau, il a « tout fait pour sonner » comme le chanteur The Fall, Mark E. Smith, parce qu'il considère le groupe comme « l'influence la plus importante de [sa] vie ».
Pitchfork a placé la chanson au 13e rang dans son classement des 500 meilleures chansons des années 2000. Pour Volume, le single fait partie des 200 disques qui ont changé le rock.

## Artistes et groupes cités
Dans la chanson, James Murphy cite de nombreux artistes et de lieux consacrés à la musique que voici, par ordre d'apparition:
- Can
- Suicide
- Captain Beefheart
- Daft Punk
- CBGB
- Paradise Garage
- Larry Levan
- The Beach Boys
- The Modern Lovers
- Niagara (en)
- Detroit techno
- Yaz

Le morceau se termine avec "Have you seen my records?" ("As-tu vu mes albums?") et la liste des artistes suivants:
- This Heat
- Pere Ubu (cité deux fois)
- The Outsiders
- Nation of Ulysses
- Mars
- The Trojans
- The Black Dice
- Todd Terry
- The Germs
- Section 25
- Althea and Donna (en)
- Sexual Harrassment
- A-ha
- Dorothy Ashby
- PIL
- Fania All-Stars
- The Bar-Kays
- The Human League
- The Normal
- Lou Reed
- Scott Walker
- The Monks
- Niagara (en)
- Joy Division
- Lower 48
- The Association
- Sun Ra
- Scientists
- Royal Trux
- 10cc
- Eric B. and Rakim
- Index
- Basic Channel
- Soulsonic Force
- Juan Atkins
- David Axelrod
- Electric Prunes
- Gil Scott Heron
- The Slits
- Faust
- Mantronix
- Pharaoh Sanders
- The Fire Engines (en)
- Swans
- Soft Cell
- The Sonics (cité quatre fois)

## Clip
Le clip de Losing My Edge montre James Murphy se faisant gifler pendant la quasi-totalité de la durée de la vidéo (4:28). Au début du clip, l'image a des difficultés pour se régler pour coller à l'intro chaotique de la chanson et l'on voit le leader du groupe teinté de vert, de rouge et de bleu. Le visage de Murphy laisse apparaître une lumière derrière lui lorsque son visage chavire à la suite d'une gifle. À la fin de la vidéo, le chanteur essuie des larmes prêtes à couler de ses yeux.